# 9743 Tohru
9743 Tohru è un asteroide della fascia principale. Scoperto nel 1988, presenta un'orbita caratterizzata da un semiasse maggiore pari a 2,4302029 UA e da un'eccentricità di 0,1052537, inclinata di 5,21169° rispetto all'eclittica.